# Never Too Far/Hero Medley
Never Too Far/Hero Medley ist eine Medley-Aufnahme der US-amerikanischen Sängerin Mariah Carey aus ihrem Greatest-Hits-Album. Das Lied wurde von Mariah Carey und Jimmy Jam, Terry Lewis geschrieben und produziert. Nach den Terroranschlägen am 11. September 2001 wurde das Medley als Benefiz-Single veröffentlicht. Es kombiniert die erste Strophe aus ihrem Song Never Too Far, mit der Strophe und der Bridge von Hero (1993). Das Medley soll eine „Botschaft der ewigen Liebe“ nach den Terroranschlägen darstellen.

## Hintergrund
Das Medley wurde nur in den Vereinigten Staaten veröffentlicht. Hero (eine Single aus Careys Album Music Box) war ein Nummer-eins-Hit in den amerikanischen Billboard Hot 100, Never Too Far (eine Single aus dem Soundtrackalbum Glitter) verfehlte die amerikanischen Charts. Das Medley Never Too Far/Hero Medley erreichte nach seiner Veröffentlichung Platz 83 der Billboard Hot 100. Es blieb drei Wochen in den amerikanischen Charts und war kommerziell erfolglos. Mit den Einnahmen der Wohltätigkeits-Single sollte den Opfern der Terroranschläge geholfen werden. Alle Einnahmen gingen schließlich an Heroes Fund, eine Wohltätigkeitsorganisation für die Opfer der Anschläge und deren Familien.
VH1 und MTV strahlten Live-Auftritte des Liedes aus, die auch als Musikvideos dienten. Carey sang das Lied auch mit der irischen Boygroup Westlife bei den Top of the Pops Awards 2001, die mit Carey zuvor schon bei ihrer Single Against All Odds (Take a Look at Me Now) (2000) zusammengearbeitet hatte. Al B. Rich und Mike Rizzo nahmen Remixversionen des Medleys auf.
In Japan war Never Too Far/Hero Medley erfolgreicher, deshalb erschien das Medley später auch als Bonustitel in der japanischen Fassung von Careys Album Greatest Hits.

## Charts
| Chart (2001)                         | Höchstplatzierung |
| ------------------------------------ | ----------------- |
| Vereinigte Staaten                   | 81 (3 Wochen)     |
| U.S. Billboard Hot R&B/Hip-Hop Songs | 66                |
| U.S. Billboard Hot Singles Sales     | 3                 |